# Idioma tepecano
El idioma tepecano es una lengua indígena de la familia uto-azteca actualmente extinta, otrora hablada por los tepecanos, residentes en Azqueltán (Atzqueltlán) una pequeña aldea junto al río Bolaños en un área remota del norte de Jalisco, justo al este del dominio lingüístico del huichol.

## Clasificación
Se considera que la lengua uto-azteca más estrechamente emparentada con el tepecano sería el tepehuán meridional hablado un poco más al norte en el estado de Durango. El tepecano evidencia numerosos rasgos del área lingüística mesoamericana. El último hablante conocido de tepecano fue Lino de la Rosa (nacido el 22/Septiembre/1895), que aún vivía en febrero de 1980.
La investigación sobre el tepecano fue llevada a cabo por primera vez por el lingüista y antropólogo estadounidense John Alden Mason que hizo trabajo de campo en Azqueltán entre 1911 y 1913. Este trabajo llevó a la publicación de una monografía que presentaba un esbozo gramatical (1916) así como algún artículo a partir de datos tomados de varios informantes en 1918. Más tarde Dennis Holt llevó a cabo algún trabajo de campo en 1965 y en 1979-80, aunque no publicó los datos.